# 1952 en hockey sur glace
Cette page présente les éléments de hockey sur glace de l'année 1952, que ce soit d'un point de vue rencontres internationales ou championnats nationaux. Les grandes dates des différentes compétitions sont données ainsi que les décès de personnalités du hockey mondial.

## Amérique du Nord

### Ligue nationale de hockey
La saison est dominée par les Red Wings de Détroit. Terminant la saison régulière 22 points au-dessus des Canadiens de Montréal, ils réalisent en série éliminatoire l'exploit de remporter leurs huit matchs, une première dans l'histoire de la compétition. Ils s'arrogent ainsi leur cinquième coupe Stanley, prennant leur revanche en finale face aux Canadiens de Montréal, qui les avaient éliminés la saison passée. Terry Sawchuk, légendaire gardien des Red Wings, s'y révèle à seulement 23 ans comme un joueur clé, participant largement à la victoire de son équipe (il n'encaisse que 5 but en 8 matchs lors des séries éliminatoires.

### NCAA
Le championnat universitaire, dans sa cinquième saison seulement, cherche encore son format: pour la saison 1951/1952, il s'agit de quatre ligues, dont les quatre meilleures équipes se retrouvent dans un tournoi final. Bien que dans chaque groupe, un nombre de matchs internes à celui-ci est défini (entre 8 et 12), les équipes ont aussi des matchs externes, contre des équipes pas nécessairement universitaires, et pas nécessairement américaines (elles sont parfois canadiennes). Aussi, cette phase de la compétition ne peut statistiquement pas désigner équitablement un vainqueur, quand certaines équipes jouent jusqu'à huit matchs de plus que d'autres (voir onze pour le cas le plus extrême). Afin de désigner les équipes du tournoi final, c'est donc un comité spécial qui juge, en fonction de leurs résultats et de la qualité de leurs adversaires, les équipes méritant leur place.
Pour la conférence ouest, ce sera le Colorado College et l'Université du Michigan. Pour l'Ivy league, ce sera Yale. Aucune équipe du tournoi de Boston n'est qualifiée, mais dans celui de la Tri-State League, c'est St Lawrence qui est choisi. À Colorado Springs, l'hôte bat Yale de justesse, tandis que l'Université du Michigan se débarrasse facilement de St Lawrence, sur le score de 9 à 3. La troisième place sera remportée par Yale 4 - 1, tandis que l'Université du Michigan bat le Colorado College a domicile, 4 - 1, s'arrogant son troisième titre.

## Europe

### Allemagne
- Le BSG Ostglas Weißwasser est champion d'Allemagne de l'Est pour la seconde fois.
- Le Krefelder EV est champion d'Allemagne de l'Ouest[3].

### Autriche
- Le Klagenfurt AC remporte son troisième titre de champion national, mettant fin à la série du Wiener EG, datant de 1947[4].

### Finlande
- L'Ilves Tampere remporte le championnat sur les scores de 6 - 1 et 4 - 3 face au HPK Hämeenlinna. Cette victoire est remportée au terme d'une saison raccourcie: les joueurs de l'Ilves doivent effectivement se rendre aux jeux olympiques d'hiver, à Oslo[5]. Ils en ressortiront septièmes.

### France
- Le Chamonix HC est champion de France pour la treizième fois de son histoire[6].

### Italie
- Dans une finale Milanaise, le Milan Inter l'emporte 2 - 0 sur Diavoli Rossoneri et est sacré champion, après avoir pourtant perdu deux fois le derby pendant la saison[7].

### Norvège
- Le Furuset IF domine le championnat, remportant son troisième titre, le deuxième de suite[8].

### Royaume-Uni
- L'année 1952 voit six compétitions de haut niveau se dérouler au Royaume-Uni: deux en Angleterre, et quatre en Écosse. En Angleterre, il s'agit de la coupe d'Automne, sur trente matchs et en début de saison, et l'English National League, sur trente matchs également, qui constitue la compétition principale. L'Écosse possède deux compétitions équivalentes, ainsi qu'une Canada cup de 12 matchs et la Scottish cup, jouée en trois tours, soit cinq matchs pour le vainqueur. En Angleterre, les compétitions sont respectivement remportés par le Streatham IHC et les Wembley Lions (pourtant avant-derniers en coupe d'Automne). Le meilleur marqueur anglais, Ken Booth, joue cependant pour les Earl Courts Rangers. En Écosse, les Ayr Raiders dominent une coupe d'Automne de 12 matchs et se classent premiers de la saison régulière, mais échouent en série éliminatoire: après 36 matchs de Scotish National league, les Lions Falkirk Lions sont champions, battant en finale les Perth Panthers 6-4 et 2-2. Dominant la saison, ils remportent également la Canada Cup devant les Dundee Tigers, et la Scottish Cup, battant les Dunfermline Vikings 5-3 et 4-2 en finale[9].

### Suède
- Bien que le Södertälje SK remporte la saison régulière, le titre n'est pas attribué: les meilleurs joueurs suédois préparent alors les jeux olympiques avec l'équipe nationale[10].

### Suisse
- Le HC Arosa remporte facilement le championnat national, devant l'EHC Bâle et le Zürich SC. Le club des grisons s'arroge ainsi le second titre de son histoire, le deuxième d'une série consécutive qui le verra sacré champion sept fois[11].

### Tchécoslovaquie
- Le HC Vítkovice remporte son premier titre, de justesse devant l'ATK Prague. Sous la conduite de Vladimír Bouzek, entraîneur joueur double champion du monde, le club devient champion en utilisant un noyau dur de joueurs de la région (celle d'Ostrava). Cette édition voit également la révélation de Miroslav Kluc, buteur talentueux de 29 ans qui participera à la sixième place de son pays aux jeux olympiques  quatre ans plus tard[12].

### URSS
- Le VVS Moscou, à égalité avec le CSKA Moscou à la dixième et dernière journée de la poule finale, remporte le championnat après un match d'appui, sur le score de 3 à 2. Il s'agit du deuxième et avant-dernier titre de l'équipe représentant l'armée de l'air, un an avant sa dissolution[13].

### Yougoslavie
- Le Partizan Belgrade remporte le tournoi final, joué à Ljubljana entre le 27 janvier et le 1er février, se classant devant le KHL Zagreb[14].

## International

### Compétitions internationales
Les 25 et 26 janvier se déroule à Paris la coupe Jean Potin, qui servira notamment de préparation au tournoi olympique. Elle met aux prises la France (bien que trois canadiens résidant à Paris s'y joignent), l'Angleterre, le Canada et les États-Unis. Le tournoi se joue en deux tours, chaque confrontation se jouant en trois matchs. Après s'être difficilement débarrassés de la France en demi-finale, écopant d'une défaite 2 - 0 dans le premier match, les États-Unis s'inclinent 6 - 3 en finale. La France remporte la médaille de bronze 4 - 3 face à une Angleterre malmenée 14 - 0 la veille.
Le Canada (alors représenté par les Edmonton Mercurys) continue ensuite son tour d'Europe jusqu'aux JO, remportant notamment la Coupe Ahearn face à la Suède à Stockholm début mars, avant de la battre de nouveau le 22 à Paris.
À Oslo, le Canada, remporte une nouvelle médaille d'or, dominant nettement le tournoi, bien que concédant un nul face aux Américains et gagnant de justesse, à vingt secondes de la fin face à la Suède.
En février, en revanche, c'est la Suède qui remporte le championnat nordique junior devant la Norvège et la Finlande.

### Compétitions Interclubs
Du 31 décembre 1951 au 2 janvier 1952 a lieu la coupe de Villars-sur-Ollon. Mettant aux prises l'équipe de l'université de Cambridge, le Milan Inter, et le HC Villars. Le club anglais l'emporte, tandis que l'hôte termine dernier.
Les Edmontons Mercurys, préparant les jeux olympiques, rencontrent des clubs britanniques, allemands, suédois, suisses et italiens entre le 5 janvier et le 29 mars. Le format reste le même (sauf face à trois clubs britanniques fin mars, où un seul match est joué): trois matchs dont on combine les résultats pour obtenir un vainqueur. En 16 matchs, les canadiens remportent treize victoires. Se montrant souvent écrasants (14 - 3 face au Krefelder EV, 16 - 2 face au SC Berne, 20 - 1 face au EHC Bâle, 11 - 1 contre le Diavoli Rossoneri Milan…), ils encaissent leurs trois défaites contre des clubs britanniques (1 - 2 contre Streatham, 2 - 7 face aux Harringay Racers, et 6 - 7 face aux Wembley Lions).
La plupart des compétitions interclubs, en revanche, ont lieu traditionnellement après l'été (soit pour 1952 après les JO, événement de l'année): cinq sont jouées entre le 31 octobre et le 31 décembre, toutes en suisse.
La coupe Precisa, à Zürich début novembre, voit le Zürich SC l'emporter devant le Krefelder EV.
Mi-novembre, la Basler Cup voit Bâle remporter la finale 3 - 0 face à Lausanne.
La coupe Martini, ayant lieu fin novembre à Zürich de nouveau, est gagnée cette fois ci par l'HC Arosa 7 - 1 face au Young Sprinters HC.
La coupe Schäfer se déroule mi décembre à Lausanne. Le Lausanne HC la remporte face à Saint-Moritz, 4 à 2.
La dernière compétition interclub de l'année, la coupe Spengler, se joue à Davos. La victoire de l'EV Füssen face au Zürich SC, sur le score de 5 à 4 après prolongation, en fait la seule des cinq compétitions suisses à avoir été remportée par un club n'étant pas du pays.

## Autres Évènements

### Décès
- 3 juin : Billy Bell, joueur de la LNH ayant remporté la Coupe Stanley avec les Canadiens de Montréal en 1924.
- 11 décembre : Lawrence « Larry » Aurie, vainqueur de deux coupe Stanley avec les Red Wings de Détroit.